# باشگاه فوتبال لیرتون یونایتد
باشگاه فوتبال لیرتون یونایتد (به انگلیسی: Liverton United Football Club) یک باشگاه فوتبال در شهر ایلسینگتون، کشور انگلستان است که در سال ۱۹۰۲ میلادی تأسیس شده‌است.